# Minnesota Timberwolves
O Minnesota Timberwolves é um time norte-americano de basquete profissional com sede em Minneapolis. Os Timberwolves competem na National Basketball Association (NBA) como membro da Divisão Noroeste da Conferência Oeste. Fundada em 1989, a equipe pertence a Glen Taylor, que também é dono do Minnesota Lynx da WNBA. Os Timberwolves jogam no Target Center, sua casa desde 1990.
Como a maioria das equipes de expansão, os Timberwolves tiveram problemas em seus primeiros anos, mas após a aquisição de Kevin Garnett no draft da NBA de 1995, a equipe se classificou para os playoffs em oito temporadas consecutivas de 1997 a 2004. Apesar de perder na primeira rodada em suas sete primeiras tentativas, os Timberwolves venceram o título da divisão em 2004 e avançaram para as Finais da Conferência Oeste na mesma temporada. Garnett também foi nomeado o MVP da NBA nessa temporada. A equipe então entrou em modo de reconstrução por mais de uma década depois de perder a pós-temporada em 2005 e trocar Garnett para o Boston Celtics em 2007. Os Timberwolves encerraram uma seca de 14 anos nos playoffs quando voltaram à pós-temporada em 2018.

## História

### 1989–1995: Criação e primeiros anos
A NBA retornou às Cidades Gêmeas em 1989 pela primeira vez desde que o Minneapolis Lakers partiu para Los Angeles em 1960. A NBA havia concedido uma de suas quatro novas equipes de expansão em 22 de abril de 1987 (os outros são o Orlando Magic, Charlotte Hornets e o Miami Heat) aos proprietários originais, Harvey Ratner e Marv Wolfenson, para começar a jogar na temporada de 1989-90.
A franquia realizou um concurso para definir o nome da equipe e eventualmente selecionou dois finalistas, "Timberwolves" e "Polars", em dezembro de 1986. A equipe então pediu aos 842 conselhos municipais de Minnesota para selecionar o vencedor e "Timberwolves" prevaleceu. A equipe foi oficialmente nomeada como Minnesota Timberwolves em 23 de janeiro de 1987.
Em 3 de novembro de 1989, os Timberwolves estrearam na NBA perdendo para o Seattle SuperSonics por 106-94. Cinco dias depois, eles fizeram sua estreia em casa no Hubert H. Humphrey Metrodome, perdendo para o Chicago Bulls por 96-84. Duas noites depois, em 10 de novembro, os Wolves conseguiram sua primeira vitória, batendo o Philadelphia 76ers em casa por 125-118. Os Timberwolves, liderados por Tony Campbell, tiveram um recorde de 22-60 e terminaram em sexto lugar na Divisão Centro-Oeste. Jogando no Hubert H. Humphrey Metrodome, os Timberwolves estabeleceram um recorde da NBA atraindo mais de 1 milhão de fãs para seus jogos em casa. Isso incluiu uma multidão de 49.551 pessoas em 17 de abril de 1990, que viu os Timberwolves perderem para o Denver Nuggets por 99-88 no último jogo em casa da temporada.
Na temporada seguinte, a equipe se mudou para sua casa permanente, o Target Center, e melhorou um pouco, terminando com um recorde de 29-53. No entanto, eles demitiram seu treinador principal, Bill Musselman. Eles se saíram muito pior na temporada de 1991-92 sob o comando do sucessor de Musselman, Jimmy Rodgers, terminando com o pior recorde da NBA, 15-67. Buscando melhorar, os Wolves contrataram o ex-gerente geral do Detroit Pistons, Jack McCloskey, para a mesma posição, mas mesmo com seleções notáveis na primeira rodada do draft, como Christian Laettner e Isaiah Rider, os Timberwolves não conseguiram duplicar o sucesso de McCloskey em Detroit e tiveram recordes de 19-63 e 20-62 nas duas temporadas seguintes. Um dos poucos destaques daquela época foi quando o Target Center serviu como anfitrião do All-Star Game de 1994, onde Rider venceu o Slam Dunk Contest com seu "East Bay Funk Dunk" entre as pernas.
Como o basquete vencedor continuou a iludir os Wolves, Ratner e Wolfenson quase venderam o time para empresários de New Orleans em 1994 antes que os donos da NBA rejeitassem a proposta. Eventualmente, Glen Taylor comprou a equipe e nomeou Kevin McHale como gerente geral. Os Wolves terminaram com um recorde de 21-61 na temporada de 1994-95 e o futuro parecia sombrio.

### 1995–2007: Era Kevin Garnett

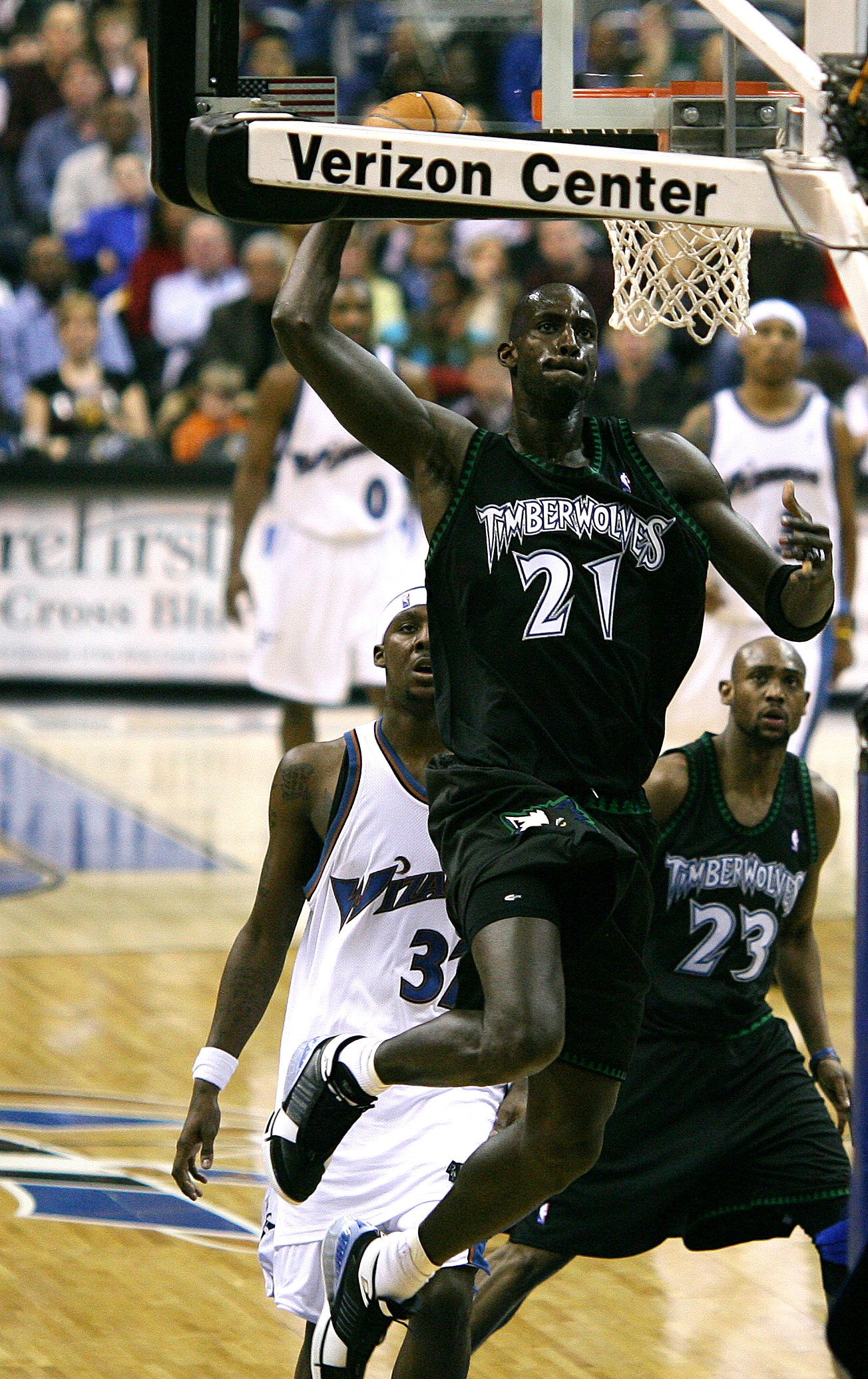
Kevin Garnett jogou pelos Timberwolves de 1995 a 2007 antes de retornar em 2015.

No draft de 1995, os Timberwolves selecionaram Kevin Garnett como a 5º escolha geral. Flip Saunders foi nomeado treinador principal. Com as trocas de Christian Laettner e Donyell Marshall, o novato Garnett se tornou a estrela da equipe. Garnett teve média de 10,4 pontos em sua temporada de estreia e os Wolves terminaram em 5º lugar na Divisão Centro-Oeste com um recorde de 26-56.
Em 1996, os Wolves trocaram Ray Allen para o Milwaukee Bucks pela quarta escolha geral do draft de 1996, Stephon Marbury. A adição de Marbury teve um efeito positivo em toda a equipe, já que Garnett e Tom Gugliotta se tornaram os primeiros jogadores dos Wolves a serem selecionados para o All-Star Game. Eles lideraram os Timberwolves para um recorde de 40-42 e a primeira ida aos playoffs da história da franquia. Nos playoffs, a equipe perdeu para o Houston Rockets na primeira rodada. Os T-Wolves decidiram mudar sua imagem mudando seu logotipo e esquema de cores, adicionando preto às cores da equipe e substituindo o logotipo original por um com um lobo rosnando pairando sobre um campo de árvores.
Em 1997, Garnett e Marbury estabeleceram-se como duas das estrelas em ascensão mais brilhantes da NBA. Garnett teve médias de 18,5 pontos e 9,6 rebotes e Marbury teve médias de 17,7 pontos e 8,6 assistências. Apesar de perder Gugliotta pela metade da temporada, os Timberwolves registraram a sua primeira temporada vitoriosa com um recorde de 45-37, indo para os playoffs pela segunda temporada consecutiva. Depois de perder o Jogo 1 para o Seattle SuperSonics, a equipe venceu seu primeiro jogo na pós-temporada, vencendo em Seattle por 98-93. Quando a série mudou para Minnesota, os Timberwolves tiveram a oportunidade de conseguir a virada, pois venceram o Jogo 3 por 98-90. No entanto, eles perderam o Jogo 4 em casa e os SuperSonics venceram a série em cinco jogos.
Em 1998, um ano depois de assinar um contrato de seis anos e US$ 126 milhões com Garnett, os Timberwolves foram usados como garoto propaganda de gastos irresponsáveis enquanto a NBA sofria um bloqueio de quatro meses que acabou com grande parte da temporada. Com uma folha de pagamento já pesada, os Wolves deixaram Gugliotta sair, porque a equipe queria economizar dinheiro para assinar um contrato longo com Marbury e porque ele não queria jogar com o jovem jogador. No entanto, este movimento não teve sucesso pois Marbury queria ser a maior estrela em uma equipe e, posteriormente, forçou uma negociação. Na negociação que enviou Marbury para o New Jersey Nets, os Wolves receberam Terrell Brandon e uma escolha de primeira rodada no draft de 1999 (que acabou sendo a sexta escolha). A equipe chegou aos playoffs pela terceira temporada consecutiva terminando em quarto lugar com um recorde de 25-25. Nos playoffs, os Timberwolves foram derrotados pelo eventual campeão San Antonio Spurs em quatro jogos.
Em 1999, os Timberwolves selecionaram Wally Szczerbiak como a sexta escolha no draft de 1999. Ele teve uma temporada sólida, terminando em terceiro na equipe em pontuação com média de 11,6 pontos. Liderados por Garnett, que teve médias de 22,9 pontos e 11,8 rebotes, os Timberwolves tiveram sua primeira temporada de 50 vitórias e terminaram em 3º lugar na conferência. Nos playoffs, os Wolves novamente caíram na primeira rodada, perdendo para o Portland Trail Blazers em quatro jogos. Os Wolves abriram a temporada de 1999-2000 com dois jogos contra o Sacramento Kings no Tokyo Dome nos dias 6 e 7 de novembro.
No verão de 2000, Malik Sealy foi morto em um acidente de carro. O número 2 de Sealy foi aposentado desde então. O motorista bêbado que causou o acidente foi condenado por homicídio veicular e condenado a quatro anos de prisão.
Também no verão de 2000, um contrato assinado por Joe Smith foi anulado pela NBA, que decidiu que os Timberwolves violaram o procedimento adequado na assinatura do contrato. A liga despojou os Timberwolves de cinco escolhas de draft (as escolhas de primeira rodada de 2001-05), mas acabou sendo reduzida para três escolhas na primeira rodada (2001, 2002 e 2004). A liga também multou a equipe em US$ 3,5 milhões e suspendeu o gerente geral Kevin McHale por um ano. Smith acabou assinando com o Detroit Pistons antes de assinar com o Timberwolves em 2001. Apesar desses reveses, os Timberwolves chegaram aos playoffs pela quinta temporada consecutiva com um recorde de 47-35. Nos playoffs, a equipe foi eliminada na primeira rodada novamente pelo San Antonio Spurs em quatro jogos.
Vários jogadores chegaram antes do início da temporada de 2001-02, incluindo Gary Trent, Loren Woods e Maurice Evans. Os Timberwolves começaram a temporada vencendo seus primeiros seis jogos e conseguiram um início de 30-10. Eles terminaram a temporada com um recorde de 50-32, sua segunda temporada de 50 vitórias que foi destacada pelas aparições de Garnett e Szczerbiak no All-Star Game. Mais uma vez, Minnesota perdeu na primeira rodada dos playoffs, sendo varridos pelo Dallas Mavericks em três jogos seguidos.
A temporada de 2002-03 parecia ser a melhor dos Timberwolves. Garnett teve uma ótima temporada onde terminou em segundo lugar na votação de MVP com médias de 23,0 pontos e 13,4 rebotes e a equipe terminou em terceiro lugar na conferência com um recorde de 51-31. Como resultado, eles receberam vantagem em casa pela primeira vez quando enfrentaram o tricampeão Los Angeles Lakers nos playoffs. Os Lakers acabaram vencendo a série em seis jogos. No final, os Timberwolves foram eliminados na primeira rodada dos playoffs pelo sétimo ano consecutivo.

#### Temporada de 2003–04: aparição nas finais da Conferência Oeste
Em 2003, Rob Babcock foi promovido a vice-presidente de jogadores. Ele e o gerente geral Kevin McHale fizeram uma série de fortes jogadas na tentativa de colocar a equipe além da primeira rodada dos playoffs. Eles fizeram duas trocas importantes, enviando Joe Smith e Terrell Brandon em troca de Ervin Johnson, Sam Cassell e Latrell Sprewell. Eles também assinaram com Fred Hoiberg e Michael Olowokandi como agentes livres. Os Timberwolves completaram seu banco com os veteranos Trenton Hassell, Troy Hudson e Mark Madsen.
Apesar das lesões de Olowokandi (que perdeu metade da temporada) e do sexto homem Wally Szczerbiak (que só jogou em 28 jogos), o renovado Timberwolves tornou-se o time a ser batido durante a temporada de 2003-04, terminando a temporada como a melhor campanha da Conferência Oeste com um recorde de 58-24. Garnett e Cassell fizeram parte do All-Star Game, e após a temporada, Garnett ganhou o prêmio de MVP da NBA com médias de 24,2 pontos, 13,9 rebotes e 5,0 assistências.
Durante os playoffs, os Wolves venceram sua primeira série contra o Denver Nuggets, antes de vencer o Sacramento Kings em uma dura série de sete jogos para avançar às primeiras Finais da Conferência Oeste da franquia. O time acabou perdendo para o Los Angeles Lakers. Sam Cassell machucou a virilha durante o Jogo 7 contra os Kings e muitos ao redor da NBA, incluindo Flip Saunders e Phil Jackson, acreditam que se ele estivesse saudável, os Wolves teriam avançado para as finais.

#### Partida de Flip Saunders

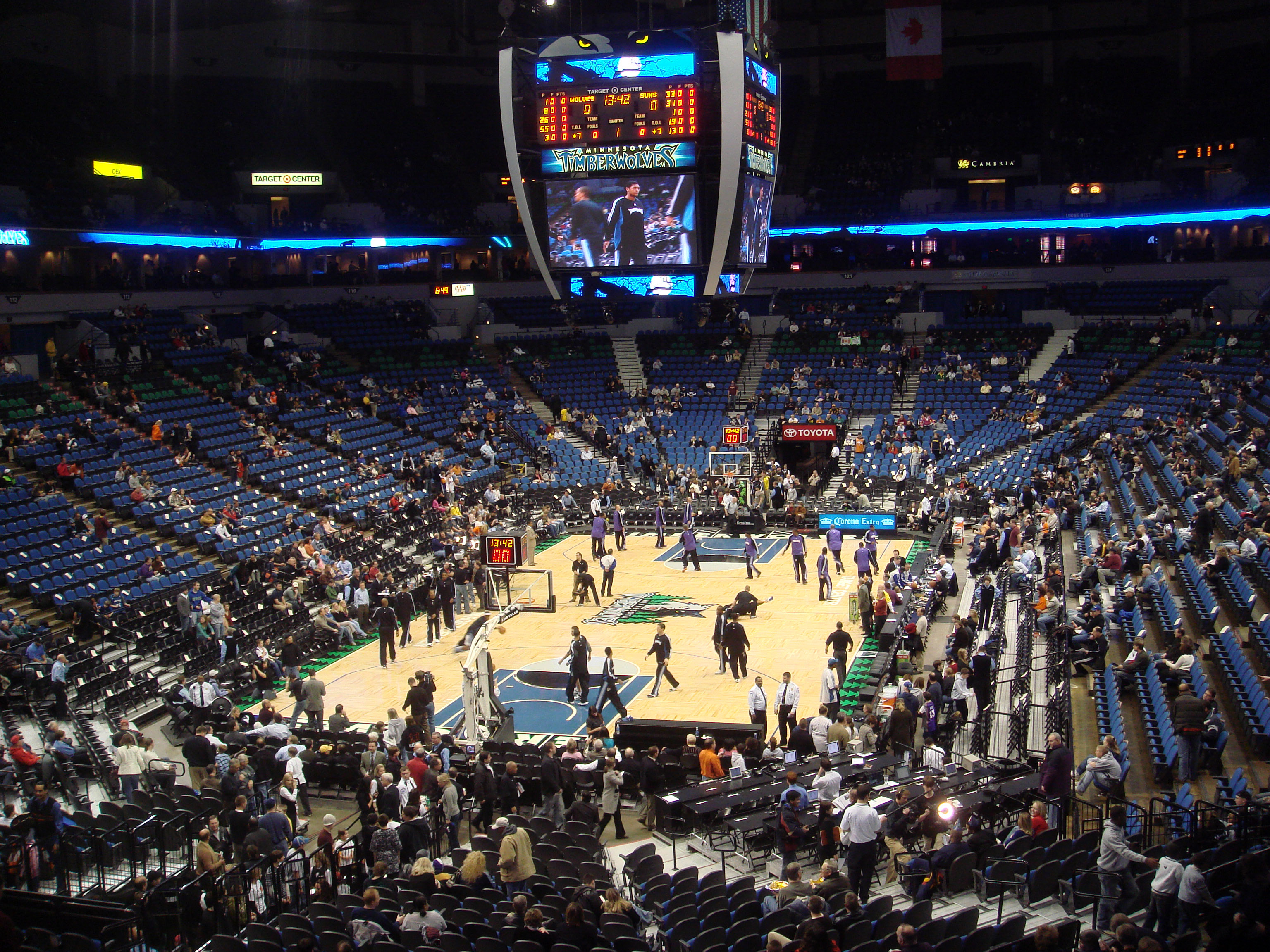
Os Timberwolves realizam aquecimento pré-jogo em sua arena, a Target Center

Na temporada de 2004-05, o elenco dos Wolves permaneceu praticamente o mesmo da temporada anterior; no entanto, Babcock saiu para se tornar o gerente geral do Toronto Raptors, e a equipe também foi atormentada com disputas contratuais e reclamações de Latrell Sprewell, Sam Cassell e Troy Hudson durante a off-season. Após um início decepcionante na temporada, o treinador Flip Saunders foi substituído pelo gerente geral Kevin McHale, que assumiu como treinador pelo resto da temporada. Apesar de um final forte, os Timberwolves não foram para os playoffs pela primeira vez em oito anos com um recorde de 44-38.
Durante a off-season de 2005, McHale e os Wolves começaram sua busca por um treinador principal. McHale entrevistou o treinador assistente do Seattle SuperSonics, Dwane Casey, o assistente do San Antonio Spurs, P. J. Carlesimo, o ex-treinador John Lucas e os assistentes dos Wolves, Randy Wittman, Sidney Lowe e Jerry Sichting.
Em 17 de junho de 2005, os Timberwolves contrataram Dwane Casey como o novo treinador principal. Foi o primeiro trabalho de Casey como treinador, tornando-o o sétimo treinador dos Wolves em seus 16 anos de história.
No draft de 2005, os Timberwolves selecionaram Rashad McCants como a 14ª escolha geral e Bracey Wright como a 47º escolha geral.
Em 26 de janeiro de 2006, os Wolves trocaram Wally Szczerbiak, Dwayne Jones, Michael Olowokandi e uma futura escolha da primeira rodada do draft para o Boston Celtics em troca de Ricky Davis, Mark Blount, Justin Reed, Marcus Banks e duas escolhas de segunda rodada do draft. Em uma troca separada no mesmo dia, os Timberwolves trocaram Nikoloz Tskitishvili para o Phoenix Suns por uma escolha de draft de 2006. Os Timberwolves terminaram com um recorde de 33-49 e perderam os playoffs pelo segundo ano consecutivo.
No draft de 2006, os Timberwolves selecionaram Brandon Roy como a 6ª escolha, Craig Smith como a 36ª escolha, Bobby Jones como a 37ª escolha e Loukas Mavrokefalidis como a 57ª escolha. Os Timberwolves trocaram Roy para o Portland Trail Blazers por Randy Foye.
Em 23 de janeiro, McHale demitiu o treinador Casey e o substituiu por Randy Wittman. McHale explicou em uma coletiva de imprensa que foi a inconsistência de Casey que levou à demissão. O treinador tinha compilado um recorde geral de 53-69. Eles terminaram a temporada de 2006-07 com um recorde de 32-50.

### 2007–2010: Pós-Kevin Garnett
Em 31 de julho de 2007, os Timberwolves chegaram a um acordo para trocar Kevin Garnett para o Boston Celtics por Al Jefferson, Theo Ratliff, Gerald Green, Sebastian Telfair, Ryan Gomes e duas escolhas de primeira rodada. Esta é a maior combinação de jogadores e escolhas já trocadas por um único jogador na história da NBA. Garnett e os Celtics venceram as Finais da NBA de 2008 contra o Los Angeles Lakers.
No draft de 2007, os Timberwolves selecionaram Corey Brewer como a 7ª escolha e Chris Richard como a 41ª escolha geral, ambos vindo da Universidade da Florida que foi bicampeã do Torneio da NCAA.
Minnesota começou a pré-temporada da NBA com dois jogos em Londres e Istambul, como parte da NBA Europe Live 2007. Em 10 de outubro, os Wolves perderam para Garnett e os Celtics por 92-81. No começo da temporada, os Wolves começaram com um recorde de 0-5 antes de terminar a seca com uma vitória em casa sobre o Sacramento Kings. Essa seca também trouxe especulações sobre a possível demissão do treinador Wittman. Os Timberwolves terminaram a temporada com um recorde de 22-60. Em algumas ocasiões durante a temporada, a equipe mostrou flashes de seu potencial em vitórias ou derrotas muito apertadas com equipes de alto nível.
No draft de 2008, os Timberwolves selecionaram O. J. Mayo como a terceira escolha geral. Quando o draft terminou, os Timberwolves trocaram Mayo, Antoine Walker, Greg Buckner e Marko Jarić para o Memphis Grizzlies em troca de Kevin Love, Mike Miller, Jason Collins e Brian Cardinal em um movimento que Jim Stack chamou de "um acordo que não poderíamos deixar passar".
Em 2008, em comemoração ao 20º aniversário da franquia, a equipe revelou uma versão atualizada de seu logotipo e uniforme. Os novos projetos apareceram pela primeira vez no primeiro jogo de pré-temporada contra o Chicago Bulls no United Center em 14 de outubro de 2008. Eles também remodelaram o piso do Target Center, retornando ao padrão tradicional do piso e adicionando toques de verniz enquanto expunha a maior parte da madeira.
Em 8 de dezembro de 2008, após uma derrota de 23 pontos para o Los Angeles Clippers que levou a equipe para um recorde de 4-15, os Timberwolves demitiram o treinador Wittman e McHale assumiu. McHale também renunciou ao seu cargo de vice-presidente de operações de basquete. Não estava claro se o futuro de McHale com a equipe dependia do sucesso ou progresso da equipe que ele havia montado nos últimos quatro anos.
Essas perguntas pareciam ser respondidas quando os Timberwolves tiveram um recorde de 10-4 em janeiro, dando a McHale o prêmio de treinador do mês. Em 8 de fevereiro de 2009, a principal estrela da equipe, Al Jefferson, teve uma lesão no joelho direito em um jogo em New Orleans que encerrou a sua temporada. Na época da lesão, Jefferson estava tendo sua melhor temporada até o momento com médias de 23 pontos, 11 rebotes e 2 bloqueios. Sem Jefferson e Corey Brewer (que também sofreu uma lesão que terminou a sua temporada), os Wolves se perderam e terminaram com um recorde de 24-58.
Em 17 de junho de 2009, o novo presidente de operações de basquete, David Kahn, anunciou que McHale não voltaria ao time como treinador principal. Kahn não deu uma razão específica para a demissão de McHale, apenas dizendo que "este será um período de transição". Por sua vez, McHale disse que queria voltar mas não lhe foi oferecido um contrato. Em agosto, os Timberwolves anunciaram a contratação de Kurt Rambis, então assistente do Los Angeles Lakers, em um contrato de quatro anos e US$8 milhões de dólares para ser seu novo treinador. Na primeira temporada de Rambis, a equipe teve o segundo pior recorde da liga, 15-67.

### 2010–2014: Era Kevin Love

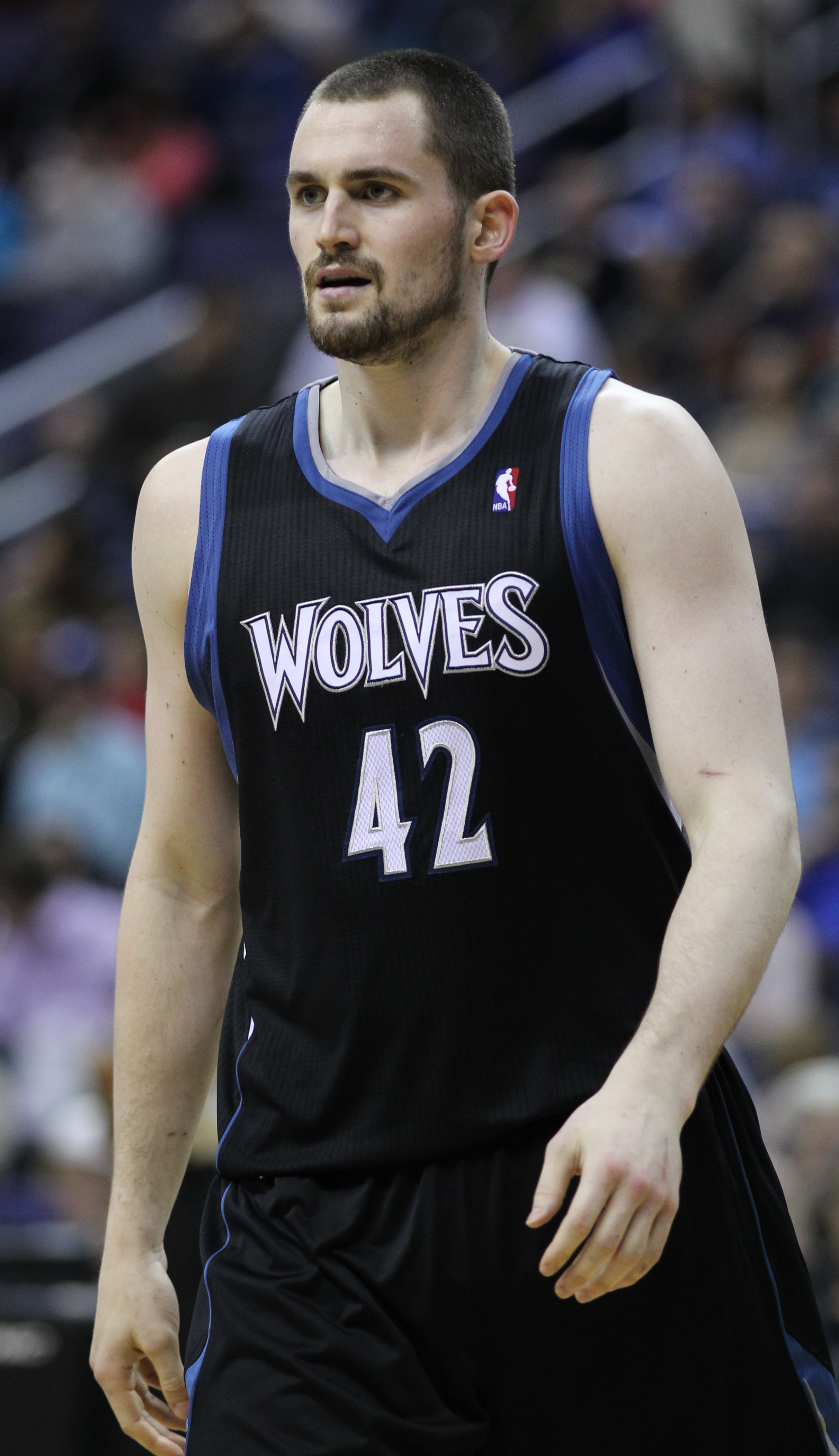
Kevin Love se tornou o quinto jogador dos Timberwolves a ser nomeado para o All-Star da NBA.

Em 12 de julho de 2010, Minnesota contratou Michael Beasley, a segunda escolha do draft de 2008. Em um jogo localmente não televisionado em 12 de novembro de 2010, Kevin Love pegou um recorde de 31 rebotes e marcou 31 pontos em uma vitória sobre o New York Knicks, o primeiro jogo da NBA com 30-30 em 28 anos. Love foi mais tarde nomeado para o All-Star Game, a primeira seleção da franquia desde Kevin Garnett em 2007. Love quebraria o recorde de Garnett de 37 duplos-duplos consecutivos em 8 de fevereiro de 2011. Em 8 de março de 2011, ele teve seu 52º duplo-duplo consecutivo, superando a marca de Moses Malone de mais duplos-duplos consecutivas desde a fusão NBA-ABA. A sequência chegou a 53 jogos e chegou ao fim com um desempenho de seis pontos e 12 rebotes na derrota por 100-77 para o Golden State Warriors em 13 de março.
Em 21 de fevereiro de 2011, Corey Brewer e Kosta Koufos foram negociados com o New York Knicks e Denver Nuggets, respectivamente, em troca de Anthony Randolph e Eddy Curry (mais US$ 3 milhões em dinheiro de Nova York e uma escolha do draft de 2015 de Denver) como parte de uma negociação maior que enviou Carmelo Anthony de Denver para Nova York.
Com uma derrota por 121-102 para o Houston Rockets, os Timberwolves terminaram a temporada com um recorde de 17-65, terminando em último na Conferência Oeste pelo segundo ano consecutivo. Eles também conquistaram o pior recorde da temporada de 2010-11. Durante a pós-temporada, os Timberwolves contrataram Ricky Rubio. No draft de 2011, os Timberwolves selecionaram Derrick Williams como a segunda escolha geral.
Em 12 de julho de 2011, Kurt Rambis foi demitido como treinador da equipe depois de compilar um recorde de 32-132 em duas temporadas com a equipe. Em 13 de setembro de 2011, a equipe anunciou que havia contratado Rick Adelman para ser o novo treinador.
Os Timberwolves começaram a temporada de 2011-12 com um recorde de 17-17 antes da pausa para o All-Star Game. Em 9 de março de 2012, Rubio teve uma lesão que encerrou sua temporada e prejudicou severamente as chances dos Timberwolves de chegar aos playoffs. Apesar de estar em disputa no meio da temporada, a equipe acabou não conseguindo chegar à pós-temporada pelo oitavo ano consecutivo. A equipe terminou com um recorde de 26-40, com a única vitória dos últimos 14 jogos da equipe vindo contra o Detroit Pistons. A equipe trocou a 18ª escolha geral do draft de 2012 para o Houston Rockets por Chase Budinger.
Na temporada de 2012–13, os Wolves foram considerados um candidato aos playoffs mas várias lesões começaram a atormentar a equipe. Brandon Roy, Chase Budinger, Malcolm Lee e Josh Howard sucumbiram a lesões no joelho. O clima de desespero levou ao retorno de Rubio. Pouco tempo depois, Love, que perdeu os primeiros nove jogos da temporada depois de fraturar o terceiro e quarto metacarpos na mão direita em um treino de pré-temporada, sofreu uma recorrência da lesão na vitória sobre o Denver Nuggets em 3 de janeiro. Um dos poucos destaques na segunda metade da temporada foi o triplo-duplo de Rubio durante uma surpreendente vitória sobre o San Antonio Spurs. Em 6 de abril, em um jogo contra o Detroit Pistons, Adelman venceu seu milésimo jogo como treinador. Esta temporada marcou a primeira vez que a franquia venceu pelo menos 30 jogos sem Kevin Garnett no elenco. A equipe decidiu se separar de David Kahn após o fim da temporada e trouxe Flip Saunders para substituí-lo. No draft de 2013, a equipe trocou a 9ª escolha geral, Trey Burke, por Shabazz Muhammad (14ª escolha) e Gorgui Dieng (21ª escolha) do Utah Jazz.
Em 28 de março de 2014, os Timberwolves estabeleceram um recorde de pontos em um jogo da temporada regular com uma vitória por 143-107 sobre o Los Angeles Lakers. A vitória também marcou a primeira vitória dos Timberwolves na temporada regular sobre os Lakers desde a temporada de 2005-06. A equipe acumulou 40 vitórias pela primeira vez desde a temporada de 2005, mas perdeu os playoffs pelo décimo ano consecutivo. Em 21 de abril de 2014, Rick Adelman anunciou sua aposentadoria como treinador. Ele conquistou um recorde de 97-133 em três temporadas com a equipe.

### 2014–2020: Era Wiggins e Towns

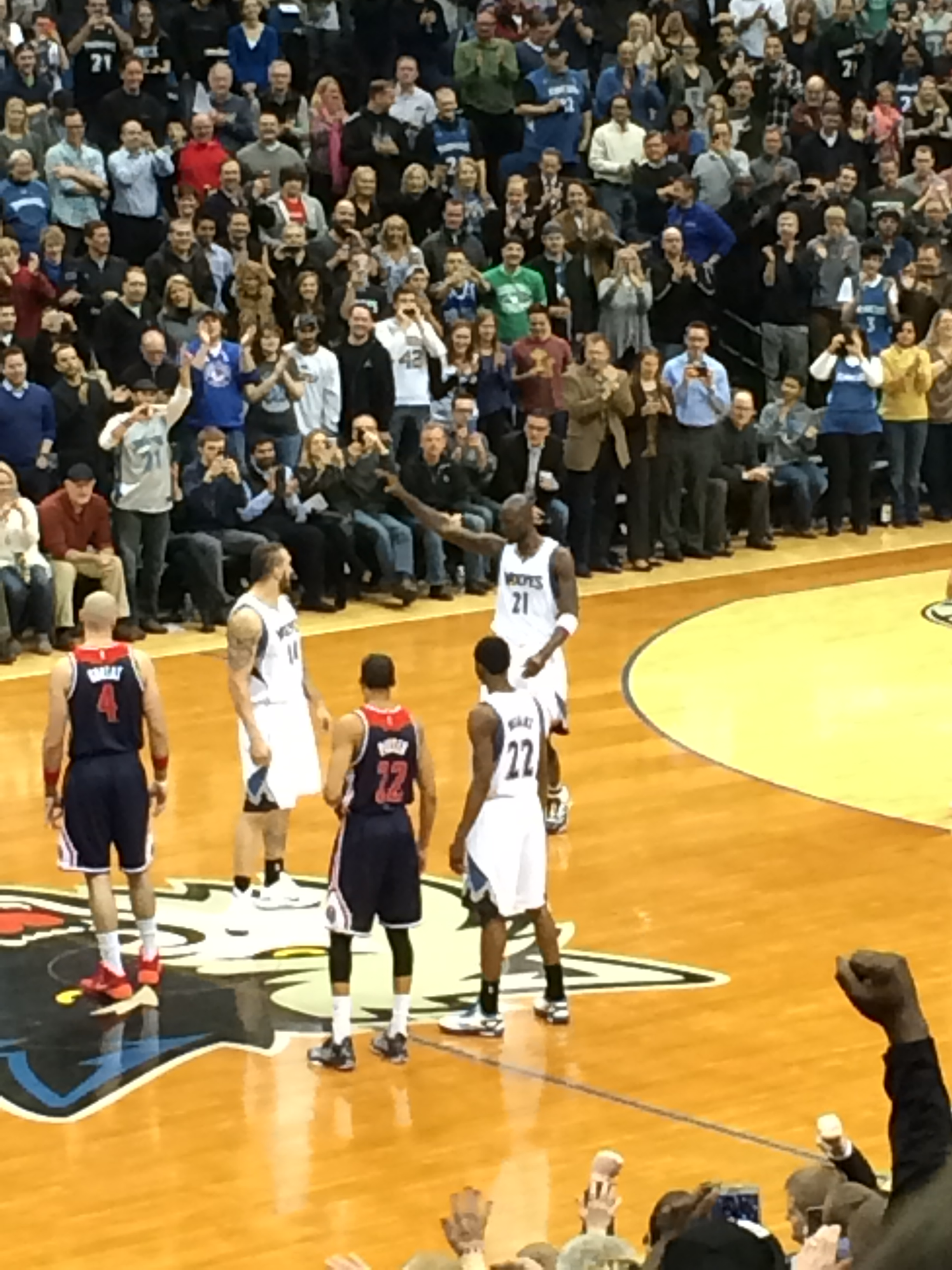
O primeiro jogo de Kevin Garnett de volta com os Timberwolves em 2015.

Em 23 de agosto de 2014, os Timberwolves, o Cleveland Cavaliers e o Philadelphia 76ers concordaram em uma troca que enviaria Kevin Love aos Cavaliers para se juntar a LeBron James e Kyrie Irving. Minnesota recebeu Andrew Wiggins, Anthony Bennett e Thaddeus Young.
A temporada de 2014-15 marcou uma nova era para os Timberwolves. Flip Saunders foi promovido a treinador principal, tornando-se sua segunda passagem pelos Timberwolves depois de treinar a equipe de 1995 a 2005. Os Timberwolves começaram a nova temporada com uma derrota por 105-101 para o Memphis Grizzlies. A equipe registrou sua primeira vitória no jogo seguinte, uma vitória por 97-91 sobre o Detroit Pistons. Em 12 de novembro de 2014, os Timberwolves jogaram na Mexico City Arena contra o Houston Rockets. Os Timberwolves tiveram um recorde de 16-66 e perderam os playoffs pelo 11º ano consecutivo. Apesar disso, Wiggins ganhou o Prêmio de Novato do Ano da NBA, o primeiro jogador na história da franquia a ganhar o prêmio. A 13º escolha geral, Zach LaVine, ganhou notoriedade da liga depois de vencer o Slam Dunk Contest. LaVine e Wiggins, apelidados de "The Bounce Brothers", eram vistos como sendo o futuro da franquia.
Devido a ter o pior recorde na temporada de 2014-15, os Timberwolves tiveram a maior chance, com 25%, de receber a primeira escolha no draft de 2015. Em 19 de maio, eles receberam a primeira escolha geral no draft pela primeira vez na história da franquia. Em 25 de junho, os Timberwolves selecionaram Karl-Anthony Towns como a primeira escolha geral. A temporada de 2015 também contou com o retorno de Kevin Garnett. Em seu primeiro jogo de volta, ele voltou a vestir a camisa nº 21 que não havia sido usada por nenhum outro jogador dos Timberwolves desde sua partida e a equipe derrotou o Washington Wizards por 97-77.
O treinador Flip Saunders foi diagnosticado com linfoma de Hodgkin. Como resultado, durante sua recuperação, ele delegaria seu cargo de treinador ao assistente técnico, Sam Mitchell. Em 25 de outubro de 2015, Saunders morreu aos 60 anos. Mitchell assumiu como treinador principal. Em homenagem a Saunders, a equipe anunciou que usaria um patch escrito "FLIP" em seus uniformes durante a temporada de 2015-16.

#### 2016–2019: A saga de Tom Thibodeau
Em 20 de abril de 2016, os Timberwolves concordaram em contratar Tom Thibodeau para ser seu treinador principal e presidente de operações de basquete. Ele já havia sido assistente técnico da equipe de 1989 a 1991.
Em 23 de setembro de 2016, Kevin Garnett anunciou sua aposentadoria após 21 temporadas na NBA. Ele manifestou interesse em jogar mais um ano pelos Timberwolves, mas sentiu que seus joelhos não seriam capazes de aguentar durante a temporada. Os Timberwolves terminaram a temporada com um recorde de 31-51, tendo apenas uma melhora de dois jogos em relação à temporada anterior.

#### 2018: A chegada de Jimmy Butler e o retorno aos playoffs

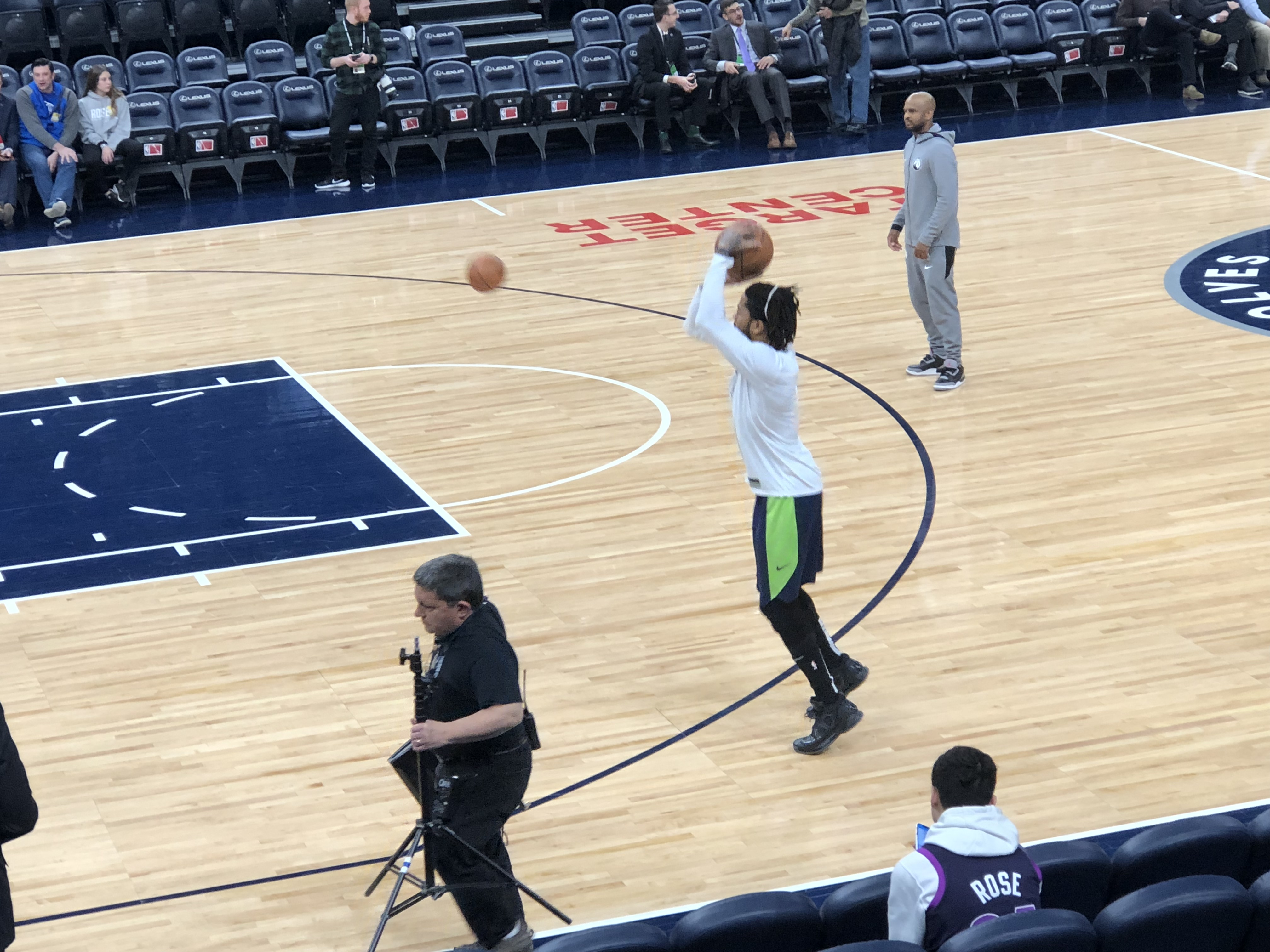
Derrick Rose se aquecendo com os Timberwolves.

Em 22 de junho de 2017, os Timberwolves adquiriram Jimmy Butler e a 16ª escolha geral no draft de 2017 em troca de Zach Lavine, Kris Dunn e a 7ª escolha geral no draft (usado para selecionar Lauri Markkanen). Naquela mesma noite, os Timberwolves selecionaram Justin Patton como a 16ª escolha geral no draft. Mais tarde, a equipe contratou Taj Gibson, Jeff Teague, Jamal Crawford e Derrick Rose.
Os Timberwolves terminaram sua temporada com um recorde de 47-35, a primeira temporada vencedora desde a temporada de 2004-05, e garantiram a última vaga nos playoffs. A temporada de 2017-18 também encerrou a maior sequência sem uma aparição nos playoffs em 13 temporadas. Os Timberwolves foram eliminados na primeira rodada dos playoffs pelo Houston Rockets em cinco jogos.
Em 12 de novembro de 2018, os Timberwolves trocaram Butler e Justin Patton para o Philadelphia 76ers em troca de Robert Covington, Dario Šarić, Jerryd Bayless e uma escolha no draft de 2022. Em 6 de janeiro de 2019, Thibodeau foi demitido como treinador principal e presidente de operações de basquete. Após a demissão de Thibodeau, foi anunciado que Ryan Saunders seria o treinador interino até que um treinador permanente seja encontrado.

### 2020–Presente: Era Towns/Edwards e novos donos
Em 1º de maio, foi anunciado que os Timberwolves haviam contratado Gersson Rosas, que anteriormente atuou como vice-presidente executivo de operações de basquete do Houston Rockets, como seu novo presidente de operações de basquete. Em 20 de maio, após realizar entrevistas com vários candidatos, os Timberwolves anunciaram que Ryan Saunders havia sido contratado para ser tornar o treinador permanente da equipe, removendo seu status de "interino". Com a contratação de Rosas, os Timberwolves também fizeram várias mudanças na organização. No draft de 2019, os Timberwolves trocaram a 11ª escolha (que foi Cameron Johnson), juntamente com Dario Šarić, com os Suns em troca da 6ª escolha, Jarrett Culver. Com a 43ª escolha, os Timberwolves selecionaram Jaylen Nowell.
Em 6 de fevereiro de 2020, os Timberwolves trocaram Andrew Wiggins para o Golden State Warriors em troca do amigo de longa data de Karl-Anthony Towns, D'Angelo Russell. No final da temporada, os Timberwolves conseguiram a primeira escolha no draft de 2020. Com essa escolha, a equipe selecionou Anthony Edwards.
Em 21 de fevereiro de 2021, o treinador Ryan Saunders foi demitido e o treinador assistente do Toronto Raptors, Chris Finch, foi contratado para substituí-lo. Os Timberwolves terminaram a temporada com um recorde de 23-49 e não foi para os playoffs.
Em abril de 2021, os Timberwolves anunciaram que o proprietário Glen Taylor havia chegado a um acordo com Marc Lore e Alex Rodriguez para vender a equipe. Lore e Rodriguez se tornarão proprietários majoritários ao longo de dois anos. Em 21 de julho de 2021, foi anunciado que Lore e Rodriguez haviam comprado 20% da equipe. Eles comprarão 20% a mais em 2022 e 40% a mais em 2023, quando serão os proprietários majoritários da equipe. A transação também inclui o Minnesota Lynx da WNBA. O acordo avalia a equipe em US$ 1,5 bilhão.
Na pós-temporada, os Wolves trocaram Ricky Rubio para o Cleveland Cavaliers em troca de Taurean Prince. Os Wolves também adquiriram Patrick Beverley em troca de Juancho Hernangomez e Jarrett Culver. O movimento final que eles fizeram foi assinar um contrato de 4 anos e US$11,8 milhões com Leandro Bolmaro.
Em 22 de setembro de 2021, depois que Gersson Rosas foi dispensado de suas funções de Presidente de Operações de Basquete, Sachin Gupta foi promovido como o novo Presidente interino de Operações de Basquete.
Os Timberwolves terminaram a temporada de 2021-22 com um recorde de 46-36, o segundo maior número de vitórias na temporada regular desde que eles chegaram as finais da conferência em 2004. No play-in, a equipe venceu o Los Angeles Clippers para garantir sua vaga nos playoffs. Os Timberwolves foram eliminados pelo Memphis Grizzlies na primeira rodada por 4-2.
Em 23 de maio de 2022, foi anunciado que os Timberwolves contrataram Tim Connelly, que anteriormente atuou como presidente de operações de basquete do Denver Nuggets, como presidente de operações de basquete.

## Logotipos e uniformes

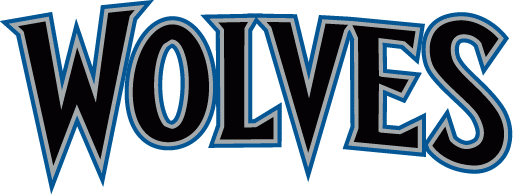
O logotipo da marca Minnesota Timberwolves usado de 2009 a 2017.

Em sua temporada inaugural, os Timberwolves estrearam uniformes caseiros com letras azuis e números com delineamento verde. A criação dos uniformes foi liderada pelo designer chefe, Brian Mulligan.
Depois de selecionar Kevin Garnett, a equipe de design dos Timberwolves, sob a orientação de Brian Mulligan, mudou seus uniformes mais uma vez em 1996. Desta vez, a equipe adicionou preto e cinza à mistura e mudou para um tom mais escuro de azul. A frente das camisas estava escrito "Timberwolves" em uma fonte diferente. Para a temporada de 1997-98, um uniforme alternativo preto foi introduzido. Esses uniformes foram usados até a temporada de 2007-08.
Os uniformes mudaram novamente na pós-temporada de 2008, desta vez com as camisas fora de casa escrito "Minnesota" e as camisas da casa escrito "Wolves".Os Timberwolves revelaram uniformes modificados em 16 de agosto de 2010. Os novos uniformes eliminaram o verde da gola, camisa e shorts, e a equipe também ajustou sua fonte numérica novamente.
Em 11 de abril de 2017, a equipe revelou um novo logotipo para coincidir com a enorme reviravolta da equipe dos últimos anos. Os Timberwolves revelaram quatro novos uniformes para a temporada de 2017-18 como parte de uma iniciativa patrocinada pela Nike para redesenhar uniformes da equipe. Todos os quatro uniformes usaram "Wolves" para o nome da equipe e incluíram os logotipos Nike Swoosh e Fitbit. O uniforme da Association Edition, revelado em 10 de agosto de 2017, consistia em um uniforme branco com listras azul-marinho. O uniforme da City Edition, que é principalmente cinza com letras brancas, foi o último a ser revelado em 27 de dezembro.
Em 30 de agosto de 2018, os Timberwolves revelaram seus primeiros uniformes da edição "Classic" baseados nos alternativos negros usados de 1997 a 2008. Eles também revelaram um uniforme roxo escuro "City" inspirado no álbum Purple Rain do Prince, bem como uma versão branca "Earned" que era exclusiva apenas para as 16 equipes que chegaram aos playoffs de 2018.
Para a temporada de 2020-21, o uniforme "City" dos Timberwolves homenageou a Polaris, com uma base preta e um caimento verde aurora. Uma estrela verde é afixada abaixo do decote e acima da abreviação "MINN" em cinza.

## Arenas
| Arena                        | Temporadas   |
| ---------------------------- | ------------ |
| Hubert H. Humphrey Metrodome | 1989–1990    |
| Target Center                | 1990–present |

## Jogadores

### Direitos de draft
Os Timberwolves retêm os direitos de draft para as seguintes escolhas de jogadores de fora da NBA. Um jogador selecionado, seja um recrutador internacional ou um recruta da faculdade que não assine para a equipe que o recrutou, tem permissão para assinar com qualquer equipe que não seja da NBA. Nesse caso, a equipe reterá os direitos do jogador na NBA até um ano após o contrato do jogador com a equipe que não faz parte da NBA. Essa lista inclui direitos de draft que foram adquiridos de negociações com outras equipes.
| Draft | Rodada | Escolha | Jogador         | Pos. | Nacionalidade | Time                   | Ref    |
| ----- | ------ | ------- | --------------- | ---- | ------------- | ---------------------- | ------ |
| 2022  | 2      | 50      | Matteo Spagnolo | G    | Itália        | Alba Berlin (Alemenha) | [ 95 ] |

### Camisas aposentadas
| No.  | Jogador       | Posições | Temporadas          | Data              |
| ---- | ------------- | -------- | ------------------- | ----------------- |
| 2    | Malik Sealy   | F        | 1998–2000           | November 4, 2000  |
| FLIP | Flip Saunders | Coach    | 1995–2005 2014–2015 | February 15, 2018 |

### Hall da Fama do Basquete
| Jogadores    | Jogadores     | Jogadores           | Jogadores           | Jogadores  |
| No.          | Nome          | Posição             | Temporadas          | Introdução |
| ------------ | ------------- | ------------------- | ------------------- | ---------- |
| 21           | Kevin Garnett | F                   | 1995–2007 2015–2016 | 2020       |
| Treinadores  |               |                     |                     |            |
| Nome         | Nome          | Posição             | Temporadas          | Introdução |
| Rick Adelman | Rick Adelman  | Treinador principal | 2011–2014           | 2021       |

## Treinadores
O primeiro treinador da franquia foi Bill Musselman, que treinou por duas temporadas completas. Musselman, junto com Kurt Rambis e Rick Adelman, são os únicos treinadores principais dos Timberwolves que não estiveram envolvidos em uma substituição no meio da temporada. Na temporada de 2003-04, Flip Saunders, tornou-se o primeiro e único técnico principal dos Timberwolves a levar o time ao título da divisão e as Finais da Conferência Oeste. Seus 819 jogos na temporada regular, 427 vitórias, 392 derrotas e sua porcentagem de vitórias na temporada regular de 0,521 lideram todos os treinadores principais dos Timberwolves. Saunders e Adelman são os únicos que foram o treinador principal dos Timberwolves por mais de duas temporadas completas. Saunders voltou ao Timberwolves em 2013 como presidente de operações de basquete e co-proprietário e se tornou o treinador principal mais uma vez em 2014.
| #  | Name           | Temporadas    | J                 | V                 | D                 | %                 | J        | V        | D        | %        | Conquistas                                 | Reference |
| #  | Name           | Temporadas    | Temporada regular | Temporada regular | Temporada regular | Temporada regular | Playoffs | Playoffs | Playoffs | Playoffs | Conquistas                                 | Reference |
| -- | -------------- | ------------- | ----------------- | ----------------- | ----------------- | ----------------- | -------- | -------- | -------- | -------- | ------------------------------------------ | --------- |
| 1  | Bill Musselman | 1989–1991     | 164               | 51                | 113               | .311              | —        | —        | —        | —        |                                            | [ 96 ]    |
| 2  | Jimmy Rodgers  | 1991–1993     | 111               | 21                | 90                | .189              | —        | —        | —        | —        |                                            | [ 97 ]    |
| 3  | Sidney Lowe    | 1993–1994     | 135               | 33                | 102               | .244              | —        | —        | —        | —        |                                            | [ 98 ]    |
| 4  | Bill Blair     | 1994–1995     | 102               | 27                | 75                | .265              | —        | —        | —        | —        |                                            | [ 99 ]    |
| 5  | Flip Saunders  | 1995–2005     | 737               | 411               | 326               | .558              | 47       | 17       | 30       | .362     | Campeão da Divisão Centro-Oeste de 2003–04 | [ 100 ]   |
| 6  | Kevin McHale   | 2005          | 31                | 19                | 12                | .613              | —        | —        | —        | —        |                                            | [ 101 ]   |
| 7  | Dwane Casey    | 2005–2007     | 122               | 53                | 69                | .434              | —        | —        | —        | —        |                                            | [ 102 ]   |
| 8  | Randy Wittman  | 2007–2008     | 143               | 38                | 105               | .266              | —        | —        | —        | —        |                                            | [ 103 ]   |
| —  | Kevin McHale   | 2008–2009     | 63                | 20                | 43                | .317              | —        | —        | —        | —        |                                            |           |
| 9  | Kurt Rambis    | 2009–2011     | 164               | 32                | 132               | .195              | —        | —        | —        | —        |                                            | [ 104 ]   |
| 10 | Rick Adelman   | 2011–2014     | 230               | 97                | 133               | .422              | —        | —        | —        | —        |                                            | [ 105 ]   |
| —  | Flip Saunders  | 2014–2015     | 82                | 16                | 66                | .195              | —        | —        | —        | —        |                                            |           |
| 11 | Sam Mitchell   | 2015–2016     | 82                | 29                | 53                | .354              | —        | —        | —        | —        |                                            | [ 106 ]   |
| 12 | Tom Thibodeau  | 2016–2019     | 204               | 97                | 107               | .475              | 5        | 1        | 4        | .200     |                                            | [ 107 ]   |
| 13 | Ryan Saunders  | 2019–2021     | 137               | 43                | 94                | .314              | —        | —        | —        | —        |                                            | [ 108 ]   |
| 14 | Chris Finch    | 2021–Presente | 315               | 174               | 141               | .552              | 27       | 12       | 15       | .444     |                                            | [ 109 ]   |

## Estatísticas gerais
Estatísticas atualizadas em 24 de dezembro de 2024.

### Jogos
| #   | País           | Nome               | Período              | Jogos |
| --- | -------------- | ------------------ | -------------------- | ----- |
| 1.  | Estados Unidos | Kevin Garnett      | 1995–2007, 2014–2016 | 970   |
| 2.  | Estados Unidos | Sam Mitchell       | 1989–1992, 1995–2002 | 757   |
| 3.  | Estados Unidos | Doug West          | 1989–1998            | 609   |
| 4.  | Estados Unidos | Karl-Anthony Towns | 2015–2024            | 573   |
| 5.  | Senegal        | Gorgui Dieng       | 2013–2019            | 498   |
| 6.  | Canadá         | Andrew Wiggins     | 2014–2019            | 442   |
| 7.  | Espanha        | Wally Szczerbiak   | 1999–2006            | 438   |
| 8.  | Espanha        | Ricky Rubio        | 2011–2017            | 421   |
| 9.  | Estados Unidos | Naz Reid           | 2019–                | 406   |
| 10. | Estados Unidos | Anthony Edwards    | 2020–                | 381   |

### Pontos
| #   | País           | Nome               | Período              | Pontos |
| --- | -------------- | ------------------ | -------------------- | ------ |
| 1.  | Estados Unidos | Kevin Garnett      | 1995–2007, 2014–2016 | 19.201 |
| 2.  | Estados Unidos | Karl-Anthony Towns | 2015–2024            | 13.121 |
| 3.  | Estados Unidos | Anthony Edwards    | 2020–                | 9.097  |
| 4.  | Canadá         | Andrew Wiggins     | 2014–2019            | 8.710  |
| 5.  | Estados Unidos | Sam Mitchell       | 1989–1992, 1995–2002 | 7.161  |
| 6.  | Estados Unidos | Kevin Love         | 2008–2014            | 6.989  |
| 7.  | Espanha        | Wally Szczerbiak   | 1999–2006            | 6.777  |
| 8.  | Estados Unidos | Doug West          | 1989–1998            | 6.216  |
| 9.  | Estados Unidos | Tony Campbell      | 1989–1992            | 4.888  |
| 10. | Estados Unidos | Christian Laettner | 1992–1996            | 4.759  |

### Rebotes
| #   | País           | Nome               | Período              | Rebotes |
| --- | -------------- | ------------------ | -------------------- | ------- |
| 1.  | Estados Unidos | Kevin Garnett      | 1995–2007, 2014–2016 | 10.718  |
| 2.  | Estados Unidos | Karl-Anthony Towns | 2015–2024            | 6.216   |
| 3.  | Estados Unidos | Kevin Love         | 2008–2014            | 4.453   |
| 4.  | Senegal        | Gorgui Dieng       | 2013–2019            | 3.068   |
| 5.  | Estados Unidos | Sam Mitchell       | 1989–1992, 1995–2002 | 3.030   |
| 6.  | França         | Rudy Gobert        | 2022–                | 2.581   |
| 7.  | Estados Unidos | Christian Laettner | 1992–1996            | 2.225   |
| 8.  | Estados Unidos | Al Jefferson       | 2007–2010            | 2.162   |
| 9.  | Estados Unidos | Anthony Edwards    | 2020–                | 2.017   |
| 10. | Estados Unidos | Naz Reid           | 2019–                | 1.983   |

### Assistências
| #   | País           | Jogador            | Período              | Assistências |
| --- | -------------- | ------------------ | -------------------- | ------------ |
| 1.  | Estados Unidos | Kevin Garnett      | 1995–2007, 2014–2016 | 4.216        |
| 2.  | Espanha        | Ricky Rubio        | 2011–2017            | 3.424        |
| 3.  | Estados Unidos | Pooh Richardson    | 1989–1992            | 1.973        |
| 4.  | Estados Unidos | Karl-Anthony Towns | 2015–2024            | 1.815        |
| 5.  | Estados Unidos | Terrell Brandon    | 1998–2002            | 1.681        |
| 6.  | Estados Unidos | Anthony Edwards    | 2020–                | 1.600        |
| 7.  | Estados Unidos | Stephon Marbury    | 1996–1999            | 1.393        |
| 8.  | Estados Unidos | Micheal Williams   | 1992–1998            | 1.239        |
| 9.  | Estados Unidos | Doug West          | 1989–1998            | 1.216        |
| 10. | Espanha        | Wally Szczerbiak   | 1999–2006            | 1.190        |

## Meios de comunicação

### Rádio
A estação principal da Rede de Rádio Timberwolves é 830 WCCO (AM). A WCCO se tornou a casa de rádio da equipe em 2011. Antes disso, KFAN / KFXN tinha sido a estação principal dos Timberwolves desde o início da equipe, exceto por um breve hiato de dois anos para KLCI BOB 106.1 FM. Alan Horton é o locutor de rádio da equipe desde a temporada de 2007-08.

### Televisão
Os jogos dos Timberwolves são transmitidos pela Bally Sports North. Os radiodifusores são Dave Benz e Jim Petersen.